# Rushden & Higham United F.C.
Rushden & Higham United F.C. là câu lạc bộ bóng đá Anh tọa lạc ở Rushden, Northamptonshire. Hiện tại họ là thành viên của United Counties League Division One.

## Lịch sử

### Higham Town
Các ghi nhận cho rằng CLB Higham Town được thành lập năm 1876 ở một hội nghị tổ chức tại Griffin. Có một đội bóng tham gia ở Northants League (bây giờ là United Counties League) trong suốt những năm 1890 và đến năm 1895 đội bóng đó đoạt giải á quân của Northamptonshire FA Junior Cup. Họ gia nhập Northamptonshire League năm 1897.
Tuy nhiên thời kì hoàng kim của CLB diễn ra khoảng những năm 1920. Tái hợp lại sau khi Thế chiến thứ I kết thúc, CLB bắt đầu thi đấu ở Wellingborough and District League ở mùa giải 1920–21, vô địch NFA Junior cup và được chấp nhận gia nhập Northants league. Đội bóng vô địch ngay lần đầu tiên tham dự cùng với NFA Senior cup. Họ cũng bảo vệ được chức vô địch mùa sau đó cùng với Maunsell Cup, một cú ăn ba mà bây giờ vẫn chưa thể lặp lại. Cùng mùa giải đó chứng kiến CLB hòa đối thủ ở Football League Third Division North là Chesterfield, 4–4 ở FA Cup, và chỉ thua 1–0 ở sân nhà trong trận đấu lại. CLB có cầu thủ ghi nhiều bàn thắng nhất ở FA Cup năm đó.
Ở mùa giải 1923–24 và 1926–27 CLB cán đích ở vị trí thứ 2 và trong các năm 1931, 1933 họ là á quân của Senior Cup. Năm 1934 họ vô địch Maunsell Cup lần thứ 2 và cũng là lần cuối cùng mà một CLB ở United Counties League giành được danh hiệu đó. Northampton Town, đội bị đánh bại bởi đương kim vô địch First Division Huddersfield Town ở FA Cup trước đó đã giành chức vô địch.
Khi bóng đá bắt đầu trở lại năm 1946, CLB thi đấu ở Rushden & District League nơi họ duy trì trong bốn mùa giải trước khi gia nhập lại UCL. Trong giai đoạn từ 1950 đến 1997, vị trí cao nhất cấp độ mùa giải mà đội bóng đạt được là vị trí thứ 2 trong 7 lần: ở mùa giải 1970–71, 1971-72, 1989–90 và bốn mùa giải liên tiếp từ 1992–93 đến 1995–96. Cuối cùng ở mùa giải 1997–98 họ vô địch Division One, danh hiệu đầu tiên trong suốt 75 năm và lại là á quân ở mùa giải 1998–99. Ở mùa giải 1994–95, họ vô địch NFA Junior cup lần thứ 2 và lần đầu tiên đội dự bị được thăng hạng lên UCL Reserve Division One.
Đội hình chính đoạt giải á quân ở Division Two Knockout Cup năm 1954 trong khi đội dự bị vô địch Division Three Cup năm 1980. Gần đây CLB đã đánh bại một số đội ở Premier Division trong một giải đấu League Cup được cải tiến lại, bao gồm cả trận thắng đậm nhất, 7–0 trước Wellingborough Town trong khi ở mùa giải 1995–96 họ giành chiến thắng 1–0 away trước đội đương kim vô địch Premier Division và lọt vào tứ kết FA Vase là Raunds Town và 2 lần vào đến bán kết của giải đấu này.

### Rushden Rangers
Rushden Rangers được thành lập với tư cách đội trẻ năm 1978 và cho đến giữa những năm 1990 khi đó mới thành lập đội hình chính. Trong khoảng thời gian ngắn trước khi hợp nhất thì họ đã vô địch NFA Lower Junior Cup cũng như Northants Combination League và Knockout Cup.
Được thành lập bởi Steve Cavender năm 1978, người được truyền cảm hứng khi xem các anh chàng ở địa phương chơi bóng ở Melloway Park, ông ấy là Quản lý chung cho đến năm 1990. The Rangers khởi nghiệp bằng các trận giao hữu chỉ với 3 đội dẫn dắt bởi Bruce Ogden và Joe Payne. Họ mở rộng thành 5 đội trong năm 1990 bao gồm độ tuổi từ 11 đến 15. Đến tuổi 16 thì chúng sẽ vào đội Trẻ Higham. Các trận sân nhà được tổ chức ở Jubilee Park, Spencer Park và Higham.
Năm 1994 Neil Gant đề nghị sân Hayden Road cho Rushden Rangers khi Rushden Town hợp với Irthlingborough Diamonds để thành đội Rushden and Diamonds Football Club. Vào ngày 19 tháng 5 năm 1995, một hội nghị được tổ chức ở Rushden & Diamonds và đề nghị đã được chấp thuận để mua cơ sở vật chất của Rushden Town F.C. ở Hayden Road.

### Hợp nhất
Năm 2007 quyết định hợp nhất hai đội bóng, trở lại một đội mới chơi trên sân của Rangers để bảo toàn bóng đá của United Counties League nằm trong hai thị trấn. Với sự giúp đỡ của quỹ Cải thiện Sân vận động thì sân Hayden Road đã được nâng cấp lên đủ tiêu chuẩn và đội bóng Rushden & Higham United ra đời. Rushden Rangers tiếp tục ở cấp độ trẻ trong một mùa giải trước khi cũng đổi tên thành Rushden & Higham United.

## Các kỉ lục
Chỉ có đội hình chính
- FA Cup[1]
  - Vòng tiền sơ loại thứ 1: 2011–12, 2012–13, 2013–14
- FA Vase
  - Vòng sơ loại thứ 1: 2013–14
  - Vòng sơ loại thứ 2: 2008–09, 2009–10, 2011–12, 2012–13
- NFA Les Underwood Junior Cup
  - Vòng 1: 2009–10, 2010–11
  - Vòng 2:
  - Vòng 3: 2008–09, 2013–14
  - Chung kết: 2007–08, 2012–13
- UCL League Cup
  - Vòng 1: 2007–08, 2008–09, 2010–11, 2013–14
  - Vòng 2: 2009–10, 2011–12
  - Tứ kết: 2012–13